# Les Alleux

Les Alleux este o comună în departamentul Ardennes din nordul Franței. În 1 ianuarie 2018 avea o populație de 77 de locuitori.